# Deutscher Allgemeiner Sängerbund
Der Deutsche Allgemeiner Sängerbund (DAS) ist ein ehemaliger deutscher Chorverband. Im Jahr 2005 fusionierte er mit dem Deutschen Sängerbund (DSB) zum Deutschen Chorverband.

## Geschichte
Im Jahr 1908 wurde der „Deutsche Arbeiter-Sängerbund“ als ein Verband deutscher Laienchöre gegründet. Während der Zeit des Nationalsozialismus war er verboten, wurde aber bereits 1947 als ein bundesweit agierender Interessenverband für Chöre aller Art wieder neu gegründet. Im Jahr 2005 schloss er sich mit dem Deutschen Sängerbund zum Deutschen Chorverband zusammen.